# Сёй
Сёй (фр. Seuil) — коммуна во Франции, находится в регионе Шампань — Арденны. Департамент — Арденны. Входит в состав кантона Ретель. Округ коммуны — Ретель.
Код INSEE коммуны — 08416.
Коммуна расположена приблизительно в 170 км к северо-востоку от Парижа, в 60 км севернее Шалон-ан-Шампани, в 38 км к юго-западу от Шарлевиль-Мезьера.

## Население
Население коммуны на 2008 год составляло 164 человека.
| 1962 | 1968 | 1975 | 1982 | 1990 | 1999 | 2008 |
| ---- | ---- | ---- | ---- | ---- | ---- | ---- |
| 221  | 220  | 181  | 172  | 158  | 166  | 164  |

## Экономика
В 2007 году среди 113 человек в трудоспособном возрасте (15—64 лет) 84 были экономически активными, 29 — неактивными (показатель активности — 74,3 %, в 1999 году было 73,6 %). Из 84 активных работали 80 человек (42 мужчины и 38 женщин), безработных было 4 (3 мужчин и 1 женщина). Среди 29 неактивных 7 человек были учениками или студентами, 13 — пенсионерами, 9 были неактивными по другим причинам.

## Фотогалерея

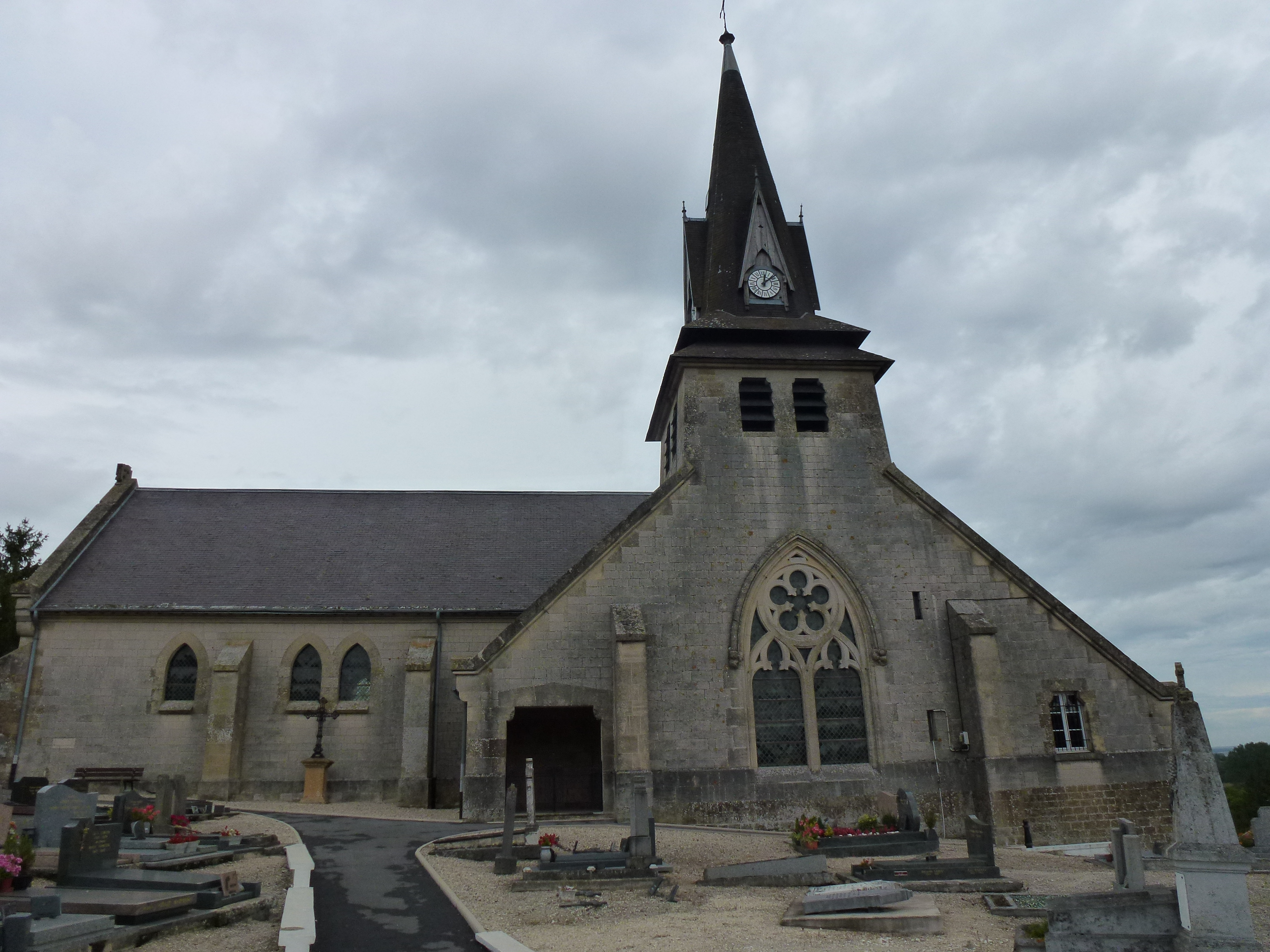
Церковь Св. Анны
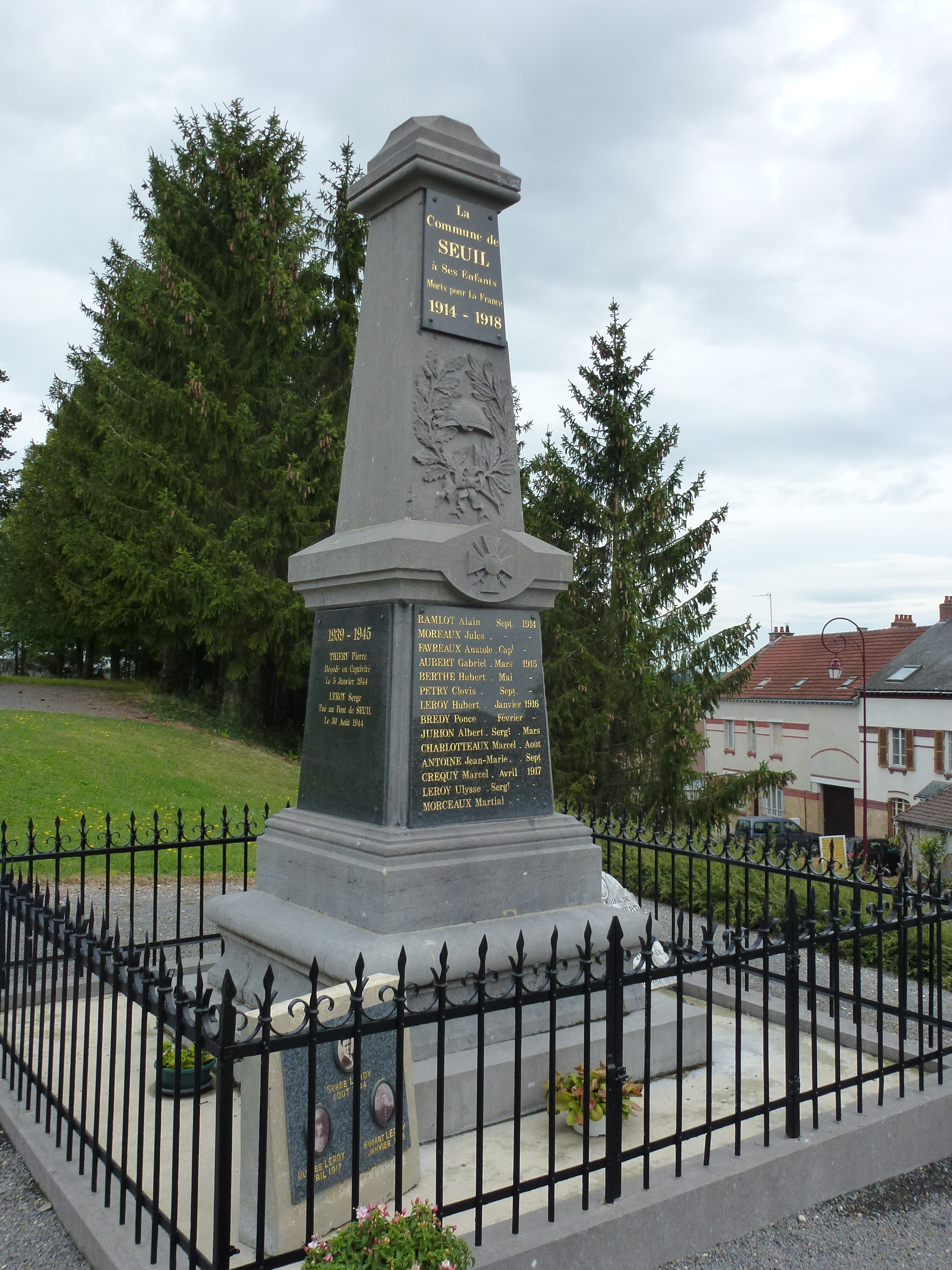
Памятник погибшим в Первой и Второй мировых войнах
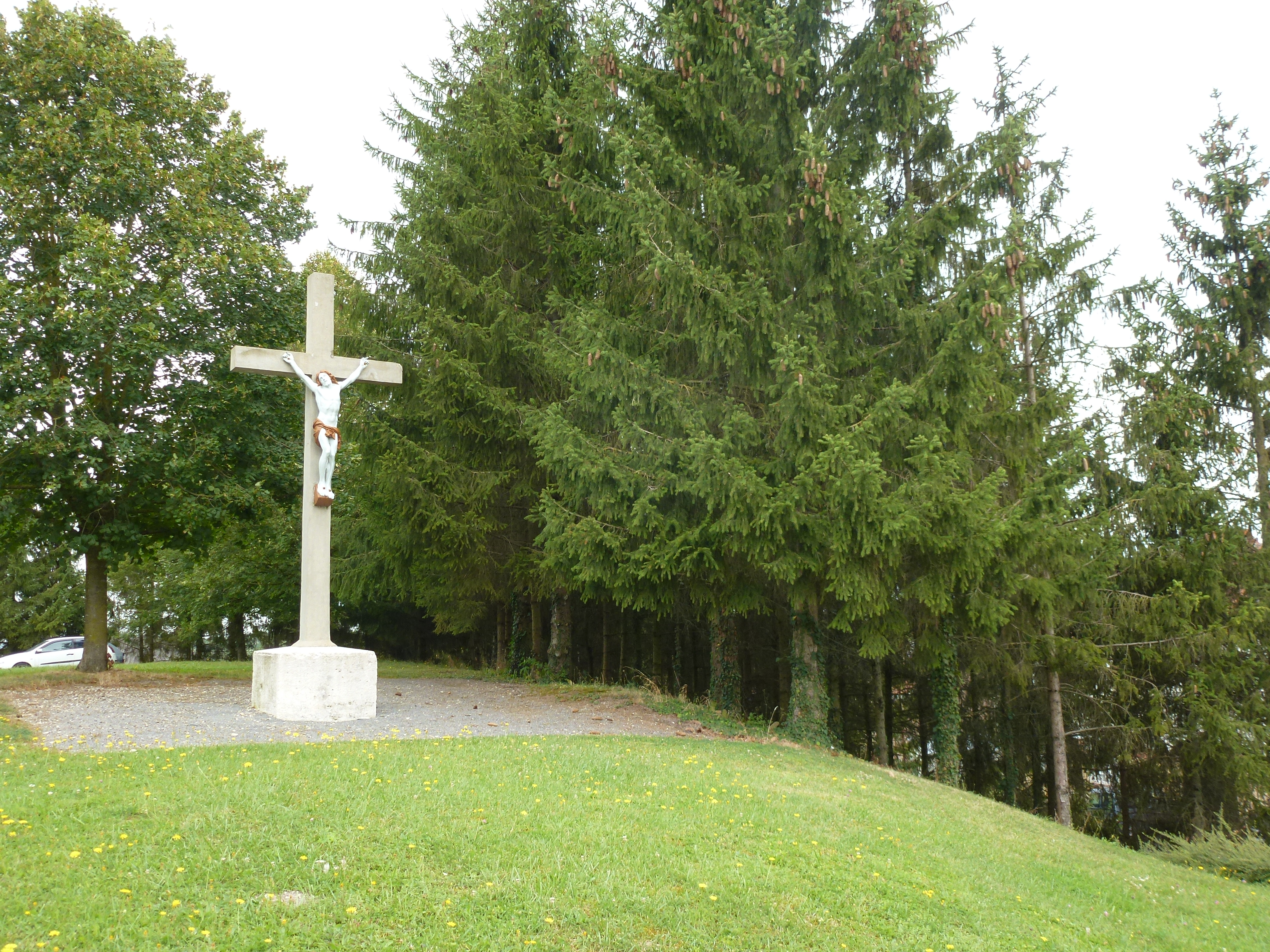
Крест
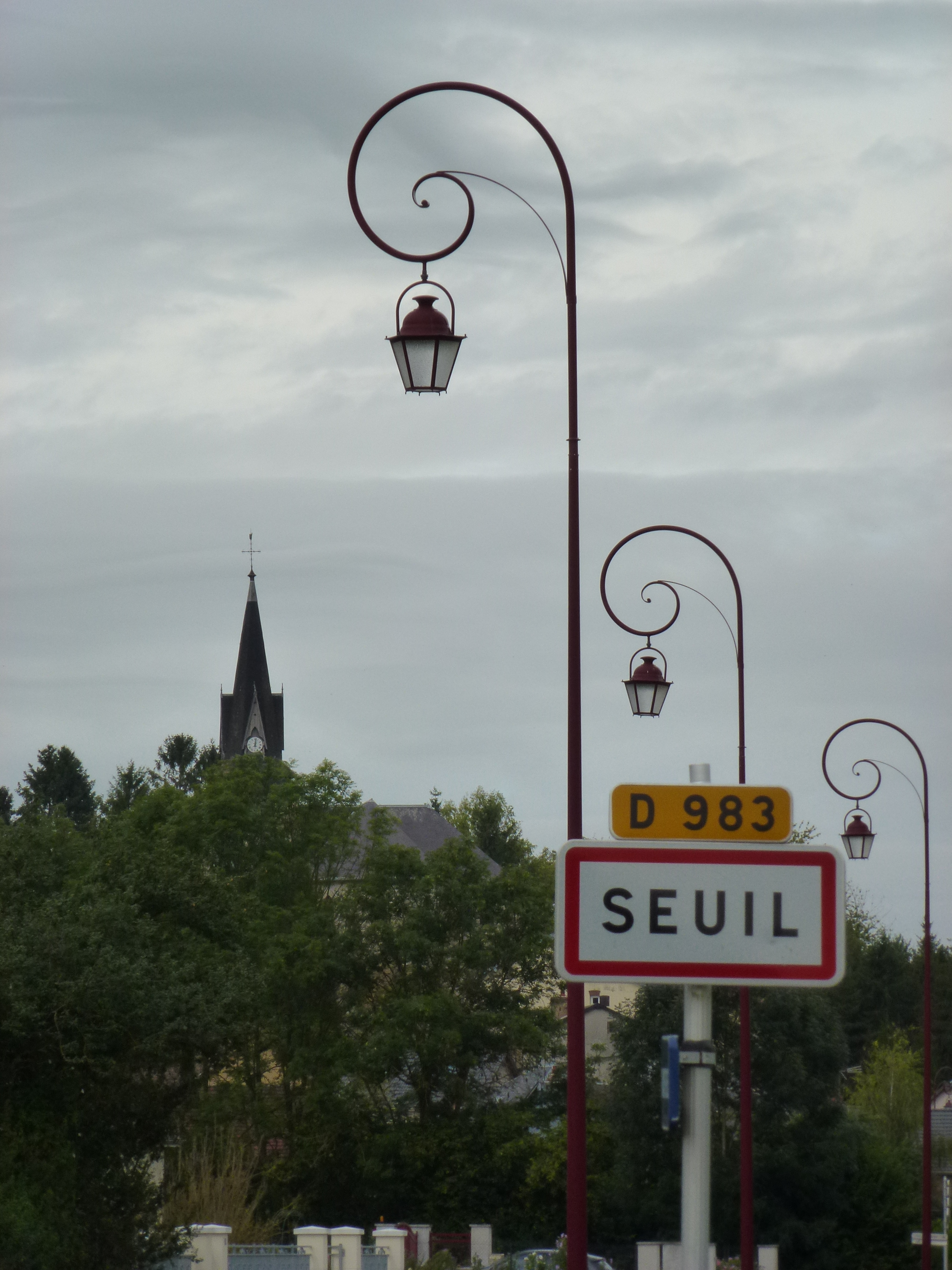
Въезд в Сёй